# 9e étape du Tour d'Espagne 2017
La 9e étape du Tour d'Espagne 2017 se déroule le dimanche 27 août 2017, entre Orihuela et El Poble Nou de Benitatxell, sur une distance de 174 kilomètres.

## Résultats

### Classement de l'étape
| \| Classement de l'étape \| Classement de l'étape \| Classement de l'étape \| Classement de l'étape \| Classement de l'étape \| \| Coureur \| Coureur \| Pays \| Équipe \| Temps \| \| --------------------- \| --------------------- \| --------------------- \| --------------------- \| --------------------- \| \| 1er \| Christopher Froome \| Royaume-Uni \| Team Sky \| 4 h 07 min 13 s \| \| 2e \| Esteban Chaves \| Colombie \| Orica-Scott \| + 4 s \| \| 3e \| Michael Woods \| Canada \| Cannondale-Drapac \| + 5 s \| \| 4e \| Wilco Kelderman \| Pays-Bas \| Team Sunweb \| + 8 s \| \| 5e \| Ilnur Zakarin \| Russie \| Katusha-Alpecin \| + 8 s \| \| 6e \| Alberto Contador \| Espagne \| Trek-Segafredo \| + 12 s \| \| 7e \| David de la Cruz \| Espagne \| Quick-Step Floors \| + 12 s \| \| 8e \| Sam Oomen \| Pays-Bas \| Team Sunweb \| + 12 s \| \| 9e \| Nicolas Roche \| Irlande \| BMC Racing Team \| + 14 s \| \| 10e \| Vincenzo Nibali \| Italie \| Bahrain-Merida \| + 14 s \| |                    |             |                   |                 |
| |                    |             |                   |                 |
| Source : ProCyclingStats |                    |             |                   |                 |
| Classement de l'étape |                    |             |                   |                 |
| Coureur | Coureur            | Pays        | Équipe            | Temps           |
| 1er | Christopher Froome | Royaume-Uni | Team Sky          | 4 h 07 min 13 s |
| 2e | Esteban Chaves     | Colombie    | Orica-Scott       | + 4 s           |
| 3e | Michael Woods      | Canada      | Cannondale-Drapac | + 5 s           |
| 4e | Wilco Kelderman    | Pays-Bas    | Team Sunweb       | + 8 s           |
| 5e | Ilnur Zakarin      | Russie      | Katusha-Alpecin   | + 8 s           |
| 6e | Alberto Contador   | Espagne     | Trek-Segafredo    | + 12 s          |
| 7e | David de la Cruz   | Espagne     | Quick-Step Floors | + 12 s          |
| 8e | Sam Oomen          | Pays-Bas    | Team Sunweb       | + 12 s          |
| 9e | Nicolas Roche      | Irlande     | BMC Racing Team   | + 14 s          |
| 10e | Vincenzo Nibali    | Italie      | Bahrain-Merida    | + 14 s          |

### Points attribués
| Sprint intermédiaire - CV-742. (km 160) | Sprint intermédiaire - CV-742. (km 160) | Sprint intermédiaire - CV-742. (km 160) | Sprint intermédiaire - CV-742. (km 160) | Sprint intermédiaire - CV-742. (km 160) |
| --------------------------------------- | --------------------------------------- | --------------------------------------- | --------------------------------------- | --------------------------------------- |
|                                         | Coureur                                 | Pays                                    | Équipe                                  | Point(s)                                |
| 1er                                     | Tobias Ludvigsson                       | Suède                                   | FDJ                                     | 4                                       |
| 2e                                      | Marc Soler                              | Espagne                                 | Movistar                                | 2                                       |
| 3e                                      | Koen de Kort                            | Pays-Bas                                | Trek-Segafredo                          | 1                                       |
| modifier                                |                                         |                                         |                                         |                                         |

| Arrivée d'étape - El Poble Nou de Benitatxell (km 174) | Arrivée d'étape - El Poble Nou de Benitatxell (km 174) | Arrivée d'étape - El Poble Nou de Benitatxell (km 174) | Arrivée d'étape - El Poble Nou de Benitatxell (km 174) | Arrivée d'étape - El Poble Nou de Benitatxell (km 174) |
| ------------------------------------------------------ | ------------------------------------------------------ | ------------------------------------------------------ | ------------------------------------------------------ | ------------------------------------------------------ |
|                                                        | Coureur                                                | Pays                                                   | Équipe                                                 | Point(s)                                               |
| 1er                                                    | Christopher Froome                                     | Royaume-Uni                                            | Sky                                                    | 25                                                     |
| 2e                                                     | Esteban Chaves                                         | Colombie                                               | Orica-Scott                                            | 20                                                     |
| 3e                                                     | Michael Woods                                          | Canada                                                 | Cannondale-Drapac                                      | 16                                                     |
| 4e                                                     | Wilco Kelderman                                        | Pays-Bas                                               | Sunweb                                                 | 14                                                     |
| 5e                                                     | Ilnur Zakarin                                          | Russie                                                 | Katusha-Alpecin                                        | 12                                                     |
| 6e                                                     | Alberto Contador                                       | Espagne                                                | Trek-Segafredo                                         | 10                                                     |
| 7e                                                     | David de la Cruz                                       | Espagne                                                | Quick-Step Floors                                      | 9                                                      |
| 8e                                                     | Sam Oomen                                              | Pays-Bas                                               | Sunweb                                                 | 8                                                      |
| 9e                                                     | Nicolas Roche                                          | Irlande                                                | BMC Racing                                             | 7                                                      |
| 10e                                                    | Vincenzo Nibali                                        | Italie                                                 | Bahrain-Merida                                         | 6                                                      |
| 11e                                                    | Fabio Aru                                              | Italie                                                 | Astana                                                 | 5                                                      |
| 12e                                                    | Tejay van Garderen                                     | États-Unis                                             | BMC Racing                                             | 4                                                      |
| 13e                                                    | Miguel Ángel López                                     | Colombie                                               | Astana                                                 | 3                                                      |
| 14e                                                    | Jack Haig                                              | Australie                                              | Orica-Scott                                            | 2                                                      |
| 15e                                                    | Antonio Pedrero                                        | Espagne                                                | Movistar                                               | 1                                                      |
| modifier                                               |                                                        |                                                        |                                                        |                                                        |

|   | Coureur           | Pays     | Équipe         | Secondes |
| - | ----------------- | -------- | -------------- | -------- |
| 1 | Tobias Ludvigsson | Suède    | FDJ            | 3 s      |
| 2 | Marc Soler        | Espagne  | Movistar       | 2 s      |
| 3 | Koen de Kort      | Pays-Bas | Trek-Segafredo | 1 s      |

|   | Coureur            | Pays        | Équipe            | Secondes |
| - | ------------------ | ----------- | ----------------- | -------- |
| 1 | Christopher Froome | Royaume-Uni | Sky               | 10 s     |
| 2 | Esteban Chaves     | Colombie    | Orica-Scott       | 6 s      |
| 3 | Michael Woods      | Canada      | Cannondale-Drapac | 4 s      |

### Cols et côtes
| Alto de Puig Llorença (km 111,1) 2e catégorie (3,2 km à 9,2%) | Alto de Puig Llorença (km 111,1) 2e catégorie (3,2 km à 9,2%) | Alto de Puig Llorença (km 111,1) 2e catégorie (3,2 km à 9,2%) | Alto de Puig Llorença (km 111,1) 2e catégorie (3,2 km à 9,2%) | Alto de Puig Llorença (km 111,1) 2e catégorie (3,2 km à 9,2%) |
| ------------------------------------------------------------- | ------------------------------------------------------------- | ------------------------------------------------------------- | ------------------------------------------------------------- | ------------------------------------------------------------- |
|                                                               | Coureur                                                       | Pays                                                          | Équipe                                                        | Point(s)                                                      |
| 1er                                                           | Marc Soler                                                    | Espagne                                                       | Movistar                                                      | 5                                                             |
| 2e                                                            | Tobias Ludvigsson                                             | Suède                                                         | FDJ                                                           | 3                                                             |
| 3e                                                            | Ricardo Vilela                                                | Portugal                                                      | Manzana Postobón                                              | 1                                                             |
| modifier                                                      |                                                               |                                                               |                                                               |                                                               |

| Alto de Puig Llorença (km 174) 1re catégorie (4 km à 9,1%) | Alto de Puig Llorença (km 174) 1re catégorie (4 km à 9,1%) | Alto de Puig Llorença (km 174) 1re catégorie (4 km à 9,1%) | Alto de Puig Llorença (km 174) 1re catégorie (4 km à 9,1%) | Alto de Puig Llorença (km 174) 1re catégorie (4 km à 9,1%) |
| ---------------------------------------------------------- | ---------------------------------------------------------- | ---------------------------------------------------------- | ---------------------------------------------------------- | ---------------------------------------------------------- |
|                                                            | Coureur                                                    | Pays                                                       | Équipe                                                     | Point(s)                                                   |
| 1er                                                        | Christopher Froome                                         | Royaume-Uni                                                | Sky                                                        | 10                                                         |
| 2e                                                         | Esteban Chaves                                             | Colombie                                                   | Orica-Scott                                                | 6                                                          |
| 3e                                                         | Michael Woods                                              | Canada                                                     | Cannondale-Drapac                                          | 4                                                          |
| 4e                                                         | Wilco Kelderman                                            | Pays-Bas                                                   | Sunweb                                                     | 2                                                          |
| 5e                                                         | Ilnur Zakarin                                              | Russie                                                     | Katusha-Alpecin                                            | 1                                                          |
| modifier                                                   |                                                            |                                                            |                                                            |                                                            |

## Classements à l'issue de l'étape

### Classement général
| \| Classement général \| Classement général \| Classement général \| Classement général \| Classement général \| \| Coureur \| Coureur \| Pays \| Équipe \| Temps \| \| ------------------ \| ------------------ \| ------------------ \| ------------------ \| ------------------ \| \| 1er \| Christopher Froome \| Royaume-Uni \| Team Sky \| 36 h 33 min 16 s \| \| 2e \| Esteban Chaves \| Colombie \| Orica-Scott \| + 36 s \| \| 3e \| Nicolas Roche \| Irlande \| BMC Racing Team \| + 1 min 05 s \| \| 4e \| Vincenzo Nibali \| Italie \| Bahrain-Merida \| + 1 min 17 s \| \| 5e \| Tejay van Garderen \| États-Unis \| BMC Racing Team \| + 1 min 27 s \| \| 6e \| David de la Cruz \| Espagne \| Quick-Step Floors \| + 1 min 30 s \| \| 7e \| Fabio Aru \| Italie \| Astana \| + 1 min 33 s \| \| 8e \| Michael Woods \| Canada \| Cannondale-Drapac \| + 1 min 52 s \| \| 9e \| Adam Yates \| Royaume-Uni \| Orica-Scott \| + 1 min 55 s \| \| 10e \| Ilnur Zakarin \| Russie \| Katusha-Alpecin \| + 2 min 15 s \| |                    |             |                   |                  |
| |                    |             |                   |                  |
| Source : ProCyclingStats |                    |             |                   |                  |
| Classement général |                    |             |                   |                  |
| Coureur | Coureur            | Pays        | Équipe            | Temps            |
| 1er | Christopher Froome | Royaume-Uni | Team Sky          | 36 h 33 min 16 s |
| 2e | Esteban Chaves     | Colombie    | Orica-Scott       | + 36 s           |
| 3e | Nicolas Roche      | Irlande     | BMC Racing Team   | + 1 min 05 s     |
| 4e | Vincenzo Nibali    | Italie      | Bahrain-Merida    | + 1 min 17 s     |
| 5e | Tejay van Garderen | États-Unis  | BMC Racing Team   | + 1 min 27 s     |
| 6e | David de la Cruz   | Espagne     | Quick-Step Floors | + 1 min 30 s     |
| 7e | Fabio Aru          | Italie      | Astana            | + 1 min 33 s     |
| 8e | Michael Woods      | Canada      | Cannondale-Drapac | + 1 min 52 s     |
| 9e | Adam Yates         | Royaume-Uni | Orica-Scott       | + 1 min 55 s     |
| 10e | Ilnur Zakarin      | Russie      | Katusha-Alpecin   | + 2 min 15 s     |

### Classement par points
| Classement par points | Classement par points | Classement par points | Classement par points | Classement par points |
| Coureur               | Coureur               | Pays                  | Équipe                | Points                |
| --------------------- | --------------------- | --------------------- | --------------------- | --------------------- |
| 1er                   | Christopher Froome    | Royaume-Uni           | Team Sky              | 55 pts                |
| 2e                    | Matteo Trentin        | Italie                | Quick-Step Floors     | 49 pts                |
| 3e                    | Paweł Poljański       | Pologne               | Bora-Hansgrohe        | 44 pts                |
| 4e                    | Matej Mohorič         | Slovénie              | UAE Team Emirates     | 43 pts                |
| 5e                    | Esteban Chaves        | Colombie              | Orica-Scott           | 38 pts                |
| 6e                    | Vincenzo Nibali       | Italie                | Bahrain-Merida        | 37 pts                |
| 7e                    | Julian Alaphilippe    | France                | Quick-Step Floors     | 34 pts                |
| 8e                    | Jan Polanc            | Slovénie              | UAE Team Emirates     | 32 pts                |
| 9e                    | Alexey Lutsenko       | Kazakhstan            | Astana                | 29 pts                |
| 10e                   | David de la Cruz      | Espagne               | Quick-Step Floors     | 29 pts                |

### Classement du meilleur grimpeur
| Classement du meilleur grimpeur | Classement du meilleur grimpeur | Classement du meilleur grimpeur | Classement du meilleur grimpeur | Classement du meilleur grimpeur |
| ------------------------------- | ------------------------------- | ------------------------------- | ------------------------------- | ------------------------------- |
|                                 | Coureur                         | Pays                            | Équipe                          | Point(s)                        |
| 1er                             | Davide Villella                 | Italie                          | Cannondale-Drapac               | 38 points                       |
| 2e                              | Thomas De Gendt                 | Belgique                        | Lotto-Soudal                    | 17 pts                          |
| 3e                              | Christopher Froome              | Royaume-Uni                     | Sky                             | 15 pts                          |
| 4e                              | Darwin Atapuma                  | Colombie                        | UAE Emirates                    | 12 pts                          |
| 5e                              | Lluís Mas                       | Espagne                         | Caja Rural-Seguros RGA          | 11 pts                          |
| 6e                              | Rafał Majka                     | Pologne                         | Bora-Hansgrohe                  | 10 pts                          |
| 7e                              | Alexandre Geniez                | France                          | AG2R La Mondiale                | 10 pts                          |
| 8e                              | Esteban Chaves                  | Colombie                        | Orica-Scott                     | 9 pts                           |
| 9e                              | Marc Soler                      | Espagne                         | Movistar                        | 6 pts                           |
| 10e                             | Alexey Lutsenko                 | Kazakhstan                      | Astana                          | 6 pts                           |
| modifier                        |                                 |                                 |                                 |                                 |

### Classement du combiné
| Classement du combiné | Classement du combiné | Classement du combiné | Classement du combiné | Classement du combiné |
| --------------------- | --------------------- | --------------------- | --------------------- | --------------------- |
|                       | Coureur               | Pays                  | Équipe                | Point(s)              |
| 1er                   | Christopher Froome    | Royaume-Uni           | Sky                   | 5 points              |
| 2e                    | Esteban Chaves        | Colombie              | Orica-Scott           | 15 pts                |
| 3e                    | Michael Woods         | Canada                | Cannondale-Drapac     | 39 pts                |
| 4e                    | Jan Polanc            | Slovénie              | UAE Emirates          | 40 pts                |
| 5e                    | Nicolas Roche         | Irlande               | BMC Racing            | 43 pts                |
| 6e                    | Matej Mohorič         | Slovénie              | UAE Emirates          | 59 pts                |
| 7e                    | José Joaquín Rojas    | Espagne               | Movistar              | 65 pts                |
| 8e                    | Wilco Kelderman       | Pays-Bas              | Sunweb                | 67 pts                |
| 9e                    | Tomasz Marczyński     | Pologne               | Lotto-Soudal          | 68 pts                |
| 10e                   | Rafał Majka           | Pologne               | Bora-Hansgrohe        | 70 pts                |
| modifier              |                       |                       |                       |                       |

### Classement par équipes
| Classement par équipes | Classement par équipes | Classement par équipes | Classement par équipes |
| Équipe                 | Équipe                 | Pays                   | Temps                  |
| ---------------------- | ---------------------- | ---------------------- | ---------------------- |
| 1re                    | Movistar Team          | Espagne                | 109 h 06 min 12 s      |
| 2e                     | UAE Team Emirates      | Émirats arabes unis    | + 19 s                 |
| 3e                     | Astana                 | Kazakhstan             | + 4 min 57 s           |
| 4e                     | Orica-Scott            | Australie              | + 6 min 33 s           |
| 5e                     | Sky                    | Royaume-Uni            | + 9 min 40 s           |
| 6e                     | Caja Rural-Seguros RGA | Espagne                | + 25 min 19 s          |
| 7e                     | Team Sunweb            | Allemagne              | + 28 min 02 s          |
| 8e                     | BMC Racing Team        | États-Unis             | + 29 min 33 s          |
| 9e                     | AG2R La Mondiale       | France                 | + 32 min 55 s          |
| 10e                    | Quick-Step Floors      | Belgique               | + 36 min 45 s          |

## Abandons
- 144 -  Jens Debusschere (Lotto-Soudal) : abandon
- 164 -  Johan Le Bon (FDJ) : abandon